# Hans Piontek

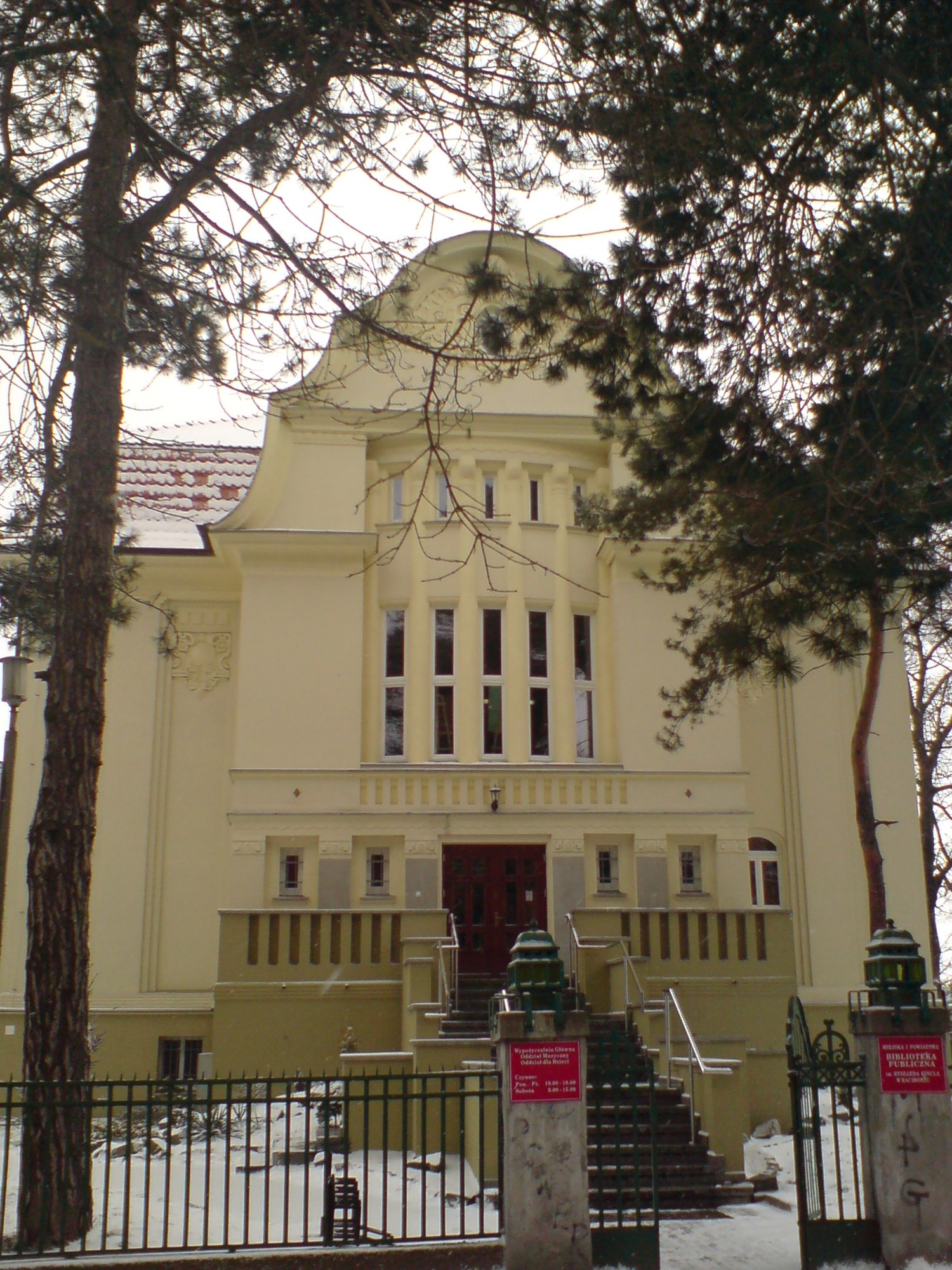
Hans-Piontek-Villa in Ratibor (heute: Stadt- und Kreisbibliothek)

Hans Piontek (* 29. Dezember 1876 in Polnisch Neukirch, Oberschlesien; † 2. Februar 1930 in Ratibor, Oberschlesien) war ein hoher Beamter in Oberschlesien. Von 1924 bis 1930 war er Landeshauptmann der Provinz Oberschlesien.

## Leben
Piontek studierte Jura in Straßburg, Berlin und Breslau. Er war Mitglied der katholischen Studentenverbindungen KDStV Badenia (Straßburg) Frankfurt am Main, KAV Suevia Berlin, KDStV Winfridia Breslau und Rheno-Palatia Breslau.
Er war seit 1905 Rechtsanwalt und seit 1920 Notar in Ratibor, 15 Jahre unbesoldeter Stadtrat, seit 1921 Erster Bürgermeister und seit 1922 Oberbürgermeister von Ratibor. 1924 wurde er vom Provinziallandtag zum ersten Landeshauptmann der Provinz Oberschlesien gewählt. Am 2. Februar 1930 verstarb er nach längerer Krankheit im Alter von 53 Jahren.
Sein Cousin war Ferdinand Piontek.